# Caroline Clark
Caroline Clark (Palo Alto, 28 giugno 1990) è una pallanuotista statunitense.
Ha vinto la medaglia d'oro a Rio de Janeiro 2016. Inoltre ha conquistato il gradino più alto del podio in tre edizioni della World League, nella Coppa del Mondo del 2014 ed ai Giochi Panamericani del 2015.
Nel 2013  ha indossato la calottina della Roma Pallanuoto.

## Palmarès
- Giochi olimpici

Rio de Janeiro 2016: oro.